# José María Torres Caicedo
Pour les articles homonymes, voir Torres et Caicedo.
José María Torres Caicedo, né le 30 mars 1830 à Bogota et mort le 27 septembre 1889 à Auteuil (Yvelines), est un intellectuel et écrivain colombien.

## Biographie
Il réside un certain temps en Europe. Il est de plus le rédacteur de la partie politique d'El Correo de Ultramar, ainsi que l'auteur des ouvrages Les principes de 1789 en Amérique, Estudios sobre el gobierno inglés y sobre la influencia anglo-sajona (Études sur le gouvernement anglais et sur l'influence anglo-saxonne).
En 1875, il préside à Nancy le Congrès international des Américanistes, et, à Vienne (Autriche), le Congrès de la propriété littéraire. Il est membre correspondant de l'Académie royale espagnole et de l'Académie des sciences morales et politiques de l'Institut de France.
Il est inhumé au cimetière du Père-Lachaise (47e division).

## Ouvrages
- Flora y las Floras - La Esperanza, 1859[2].
- Religión, patria y amor, colección de versos, 1863[3].
- Ensayos biográficos y de crítica literaria sobre los principales poetas y literatos hispano-americanos, Paris, Librería de Guillaumin y Cia, 1863[4].
- De la Peine de mort, 1864[5].
- Les Principes de 1789 en Amérique, 1865[6].
- Armonías, Ricardo Palma et José María Torres Caicedo,1865[7].
- Unión latino-americana, pensamiento de Bolívar para formar una liga americana, 1865[8].
- Estudios sobre el gobierno inglés y sobre la influencia anglo-sajona, préface en français d'Alexandre Gresse, 1868[9].
- Colonisation des Deux-Amériques, 1868[10].
- Introduction à Pardo (1872) où José María Torres Caicedo « rend hommage au louable dessein des Colombiens de se rendre en Terre sainte [...] »[11].
- Mis ideas y mis principios, 1875[12].
- Memorandum présenté en 1879 aux membres des colonies hispano-américaines résidant à Paris[13].
- Calle Bolívar en París. La rue de Bolivar à Paris. Correspondance échangée entre le secrétariat de la Société philothémique latino-américaine et M. Torres Caicedo, 1880[14].
- Obras poéticas y dramáticas, 1884[15].
- Sueños y realidades, 1907[16].

## Notices biographiques
José María Torres Caicedo est également auteur de notices biographiques :
- Colección de poesias originales d'Abigail Lozano, préface de Simon B. Camacho, notice biographique de José María Torres Caicedo, 1865[17].
- Colección de poesias originales d'Andrés Bello, notice biographique de José María Torres Caicedo, 1873[18].

## Travaux universitaires
- Dans Du nominal "latin" pour l'Autre Amérique. Notes sur la naissance et le sens du nom "Amérique latine" autour des années 1850, Vicente Romero précise : « Après les écrits de l'Uruguayen Arturo Ardao (Génesis de la idea y el nombre de América, 1980) et du Chilien Miguel Rojas Mix (Los cien nombres de América, 1991), il est maintenant attesté que l'expression "Amérique latine" fut utilisée pour la première fois à Paris en 1856 par le Chilien Francisco Bilbao et le Colombien José María Torres Caicedo et non, comme le veut le mythe, au début des années 1860, par des propagandistes du Second Empire français. »[19].